# 阿斯克巴克
阿斯克巴克（法語：Aschbach）是法国下莱茵省的一个市镇，属于维桑堡区（Wissembourg）苏尔特苏福雷特县（Soultz-sous-Forêts）。该市镇总面积4.32平方公里，2009年时的人口为655人。

## 人口
阿斯克巴克人口变化图示